# 村田昭
村田 昭（むらた あきら、1921年（大正10年）3月25日 - 2006年（平成18年）2月3日）は、実業家である。村田製作所創業者・名誉会長・元会長・社長。

## 経歴
京都府京都市東山区泉涌寺生まれ。父親が陶器店を営む。
幼少期の頃は「病気のデパート」と呼ばれるほど病弱で、病床で文学書、子供向けの科学誌「子供の科学」などを読んで過ごしていた。
1936年（昭和11年）、京都市立第一商業学校（現：京都市立西京高等学校・附属中学校）を肺結核のため中退後、家業に専念。
特殊陶器、精密特殊磁器に注目し、製品化することにより事業を拡大。1944年（昭和19年）10月、村田製作所を創業する。
1950年（昭和25年）、法人化の後、京都大学との「産学協同」で酸化チタンコンデンサの開発に成功。セラミック半導体や通信機用フィルタを次々に開発し、通信機やテレビ向けなどの電子部品事業を拡大、チタンコンデンサの主力メーカーとして一大シェアを掌握した。1960年（昭和35年）代にはアメリカのGMより受注するなどいち早く海外に進出し、1973年（昭和48年）には日本の電子部品メーカーで初めてアメリカ合衆国内に工場を設立。京都を代表する大企業の創業者として活躍した。これだけの実業家でありながら、財政界にはほとんど顔を出さず、本業一本で生涯を全うした。
1991年（平成3年）、70歳になったのを機に、長男の村田泰隆に社長を譲り会長に就任。1995年（平成7年）からは名誉会長に就任し、その間は日本電子材料工業会会長なども歴任した。
セラミック業界への多大な貢献から、1998年（平成10年）にアメリカ合衆国セラミックソサエティーの名誉会員称号を受賞している。
2006年（平成18年）2月3日午前9時20分、肺炎のため京都第二赤十字病院で死去。享年84。

## 主な著書
- 『不思議な石ころ -私の履歴書-』（日本経済新聞社 ISBN 4-532-16127-4 1994年（平成7年）3月）